# Приказивање Дубравке љета господњега MCMLXXIII
„Приказивање Дубравке љета господњега MCMLXXIII” је југословенски и хрватски ТВ филм из 1975. године. Режирао га је Ивица Кунчевић који је написао и сценарио по делу Ивана Гундулића.

## Улоге
| Глумац                 | Улога |
| ---------------------- | ----- |
| Мартин Бахмец          |       |
| Деса Беговић           |       |
| Миљенко Брлечић        |       |
| Иво Драгојевић         |       |
| Жужа Егрени            |       |
| Перо Јуричић           |       |
| Зорица Колић           |       |
| Нико Ковач             |       |
| Миладин Кришковић      |       |
| Бранка Лончар          |       |
| Мише Мартиновић        |       |
| Милка Подруг Кокотовић |       |
| Винко Призмић          |       |
| Ђуро Рогина            |       |
| Крунослав Шарић        |       |
| Дубравко Сидор         |       |
| Костадинка Велковска   |       |